# Гарбахаррей
Гарбахаррей (сом. Garbahaareey) - місто в провінції Гедо, Сомалі. Адміністративний центр провінції Гедо і однойменного району. Навколо міста височіє гірський хребет Гогол.

## Клімат
Місто знаходиться у зоні, котра характеризується кліматом тропічних пустель. Найтепліший місяць — березень із середньою температурою 30.5 °C (86.9 °F). Найхолодніший місяць — липень, із середньою температурою 27 °С (80.6 °F).
| Клімат Гарбахаррея      | Клімат Гарбахаррея | Клімат Гарбахаррея | Клімат Гарбахаррея | Клімат Гарбахаррея | Клімат Гарбахаррея | Клімат Гарбахаррея | Клімат Гарбахаррея | Клімат Гарбахаррея | Клімат Гарбахаррея | Клімат Гарбахаррея | Клімат Гарбахаррея | Клімат Гарбахаррея | Клімат Гарбахаррея |
| Показник                | Січ.               | Лют.               | Бер.               | Квіт.              | Трав.              | Черв.              | Лип.               | Серп.              | Вер.               | Жовт.              | Лист.              | Груд.              | Рік                |
| Середній максимум, °C   | 36,8               | 37,9               | 38,7               | 36,5               | 34,7               | 33,7               | 32,7               | 32,9               | 34,7               | 35                 | 35,1               | 35,7               | 35,4               |
| Середня температура, °C | 28,6               | 29,5               | 30,5               | 29,5               | 28,5               | 27,8               | 27                 | 27,2               | 28,1               | 28,3               | 28                 | 28,2               | 28,4               |
| Середній мінімум, °C    | 22,4               | 23,4               | 24,2               | 24,1               | 23,7               | 22,7               | 22,2               | 21,9               | 22,6               | 23                 | 22,8               | 22,3               | 22,9               |
| Норма опадів, мм        | 2.7                | 4.4                | 24.3               | 107.9              | 54.7               | 3.9                | 5.5                | 2.1                | 3.3                | 62                 | 73                 | 16.3               | 360.1              |
| Днів з опадами          | 0,6                | 0,9                | 2,5                | 8,2                | 5,5                | 3,3                | 3,2                | 1,2                | 1,8                | 4,9                | 5,3                | 2,5                | 39,9               |
| Вологість повітря, %    | 42.8               | 53.4               | 56.4               | 66.2               | 65.8               | 60.2               | 58.4               | 56.2               | 56.4               | 63                 | 64.4               | 60                 | 58.6               |
| ----------------------- | ------------------ | ------------------ | ------------------ | ------------------ | ------------------ | ------------------ | ------------------ | ------------------ | ------------------ | ------------------ | ------------------ | ------------------ | ------------------ |
| Джерело: Weatherbase    |                    |                    |                    |                    |                    |                    |                    |                    |                    |                    |                    |                    |                    |

## Історія
З листопада 2006 року губернатором провінції став Аден Ібрагім Ав-Хірсі. , який здобув освіту в американських університетах і залучав до перетворень регіону міжнародні організації. Він вступив в конфлікт з ісламістськими силами і в 2008 році змушений був подати у відставку.  У 2008 році губернатором став Хуссейн Ісмаїл, але пізніше Харакат аш-Шабаб, зайнявши провінцію, встановила свого губернатора.
3 травня 2011 кілька годин поспіль йшла перестрілка між бійцями Ахлу-Сунна валь-Джамаа (за підтримки солдатів ПФП) і бійцями Аш-Шабабу. Місто перейшло під контроль Ахлу-Сунна валь-Джамаа і ПФП. 3 бійця Ахлу-Сунна валь-Джамаа і 23 бійця Аш-Шабаба по час перестрілки були вбиті . Під час боїв лідер Ахлу-Сунна валь-Джамаа в регіоні Гедо Шейх Хасан Шейх Ахмед (також відомий як Qoryoley) також був поранений.  .

## Відомі жителі міста
Мохамед Сіад Барре, колишній президент Сомалі, стверджував, що народився в Гарбахарреї .